# 거대백악종
거대백악종(gigantiform cementoma)은 상염색체 이상에 의한 치아의 희귀 종양으로, 방치하면 비대해져 심각한 추형과 기능장애를 일으킬 수 있다. 가장 희귀하여 현재까지 보고된 사례가 극히 드물다. 가장 유명한 케이스는 츠지기금회의 지원을 받아 대만에서 수술을 받았던 인도네시아의 소년 노벰트리 시아한(Novemthree Siahaan)의 경우인데, 2005년 9월에 결국 사망하였다. 정확한 원인은 알려져 있지 않으나, 어금니 부녀로 알려진 이영학-이아연 부녀의 사례는 이 병이 유전과 깊은 관련이 있을 수 있음을 보여주었다.

## 증상
거대백악종의 증상은 보통 10~19세의 청소년기에 발생하며, 경우에 따라서는 노년기에 발견되거나 진단되지 않을 수도 있다. 종양이 빠르게 성장하여 상악골과 하악골이 확장되고 안면 골격이 변형되고 부정교합이 발생한다. 턱이 붓고 통증과 불편함이 있는 경우 의료진의 진료를 받을 수 있다. 단기적인 증상은 턱의 부종일 수 있으며 턱의 부종으로 인해 통증을 유발할 수도 있다. 턱에 종양이 생기면 치아에 변화가 생기거나 느슨해질 수도 있다. 턱에 종양이 생기면 신경, 특히 삼차 신경에 영향을 미칠 수 있다.
삼차 신경은 안과(V1) 신경, 상악(V2) 신경, 하악(V3) 신경의 세 가지 가지 가지 가지로 구성되며 각각 다른 기능을 합니다. 음식을 씹는 데 도움이 되고 얼굴 전체에 걸쳐 돌기 때문에 중요하다. 장기적인 증상과 합병증은 턱 전체의 통증, 치아 정렬의 변화와 같은 단기적인 증상과 유사할 수 있다. 종양은 매우 커질 수 있으며 얼굴 모양에 영향을 미칠 수 있다. 항상 약간의 재발 가능성이 있다.

## 원인과 예방
거대백악종의 원인은 이전 몇 년 동안 알려지지 않았지만 TMEM16E로 알려진 유전자 ANO5가 돌연변이와 관련이 있다는 새로운 연구가 있다. ANO5 유전자는 이온 채널 조절 및 세포 신호 전달을 포함한 생리적 과정에 관여하는 아녹티아민-5라는 단백질을 암호화한다. 이 새로운 연구를 통해 진단을 위한 유전자 검사를 수행할 수 있다. 이는 조기 발견, 면밀한 모니터링 및 치료 계획에 도움이 될 수 있다. 전 세계적으로 문서화된 사례는 극소수에 불과하다. 이는 여성과 남성 모두 종양을 발병시킬 수 있다는 것을 의미하는 상염색체 우성 유전 질환이다. 남성보다 여성에서 발병률이 더 높다.

## 병리생리학 및 메카니즘
희귀 양성 종양은 상염색체 우성 질환이며, 가족력이 없는 산발적인 경우도 있어 자발적인 돌연변이로 인한 것일 수 있다. 하지만 부모가 이 질환을 물려받은 경우도 있지만, 발생할 가능성은 극히 적다. 턱의 양성 섬유성 농양 병변으로 분류되며, 이는 섬유 조직과 뼈와 같은 구조를 모두 포함하고 있음을 의미한다. 종양은 천천히 자라는 병변으로 상악과 하악골이 확장되어 치아에 변화를 일으킬 수 있다. 종양으로 인해 염증 반응이 일어나 턱의 불편함과 통증이 발생한다. 종양은 턱의 성장에도 영향을 미칩니다. 청소년기 초기에는 종양이 큰 크기로 자랄 때까지 합병증을 일으킬 수 없기 때문에 종양이 발견되지 않을 수 있다. 종양은 턱에 영향을 미치며, 하악골에서 더 흔하게 발견되며 상악골에서는 거의 발생하지 않았지만 여전히 발생할 수 있다.

## 진단
일단 사람이 거대백악종와 관련된 증상을 보이면 의료진의 도움을 받는 것이 좋다. 도움을 줄 수 있는 의료 제공자는 치과의사, 구강외과 의사, 구강 병리학자, 그리고 전립선 전문의입니다. 치과의사는 증상을 평가하고 환자를 올바른 전문의에게 의뢰하기 위해 검사와 엑스레이 촬영을 할 수 있다. 구강외과 의사는 입, 턱, 얼굴과 관련된 수술 절차를 전문으로 합니다. 구강 병리학자는 조직 샘플을 검사하여 턱과 입과 관련된 질병을 진단하고 치료함으로써 진단을 도울 수 있다. 전립선 전문의는 빠진 치아를 치료할 수 있다.
의사들은 치과 보철물을 전문으로 합니다. 거대백악종 환자를 진단하기 위해서는 종양을 식별하고 종양의 크기를 확인할 수 있는 턱과 치아를 볼 수 있는 X-레이 촬영이 필요합니다. 파노라마 방사선 촬영과 원추형 빔 컴퓨터 단층 촬영(CBCT) 등 다양한 유형의 엑스레이를 촬영할 수 있다. 조직학적 검사를 위해 종양에서 조직을 채취하여 샘플을 채취할 수 있도록 구강 외과의사가 생검을 제안할 수 있으며, 이는 진단을 확인하는 데 필요합니다. 혈액 검사도 진단을 확인하기 위해 수행할 수 있다.

## 치료
거대백악종의 권장 치료법은 수술과 턱 재건입니다. 이 수술은 종양, 영향을 받은 뼈와 치아를 제거한 후 턱을 재건합니다. 거대백악종은 턱에 영향을 미치며 빠른 성장을 보이며 여러 사분면에서 발견될 수 있으며 재발률이 높다. 따라서 치료의 목표는 병변을 재설정하고 턱을 보존하며 기능을 회복하며 합병증을 줄이고 환자의 삶의 질을 향상/유지하는 것이다. 재건은 임플란트와 가상 수술 계획이 포함된 수술 후에 필요합니다. 또한 희귀하고 양성인 종양이며 재발률이 높다는 점도 아는 것이 중요합니다.

## 예후
종양은 3단계로 발생합니다. 11세에서 13세 사이의 연령대는 사람들이 종양이 발생하는 경향이 있는 연령대입니다. 16세가 되면 종양이 빠르게 확장되고 18-20세 전후에 성장이 억제됩니다. 보고된 사례는 몇 가지 있습니다. 돌연변이 대립 유전자의 사본이 하나만 존재한다는 것을 의미하는 상염색체 장애이기 때문에 유전될 가능성은 약간 있습니다. 여성과 남성 모두 동일한 영향을 받을 수 있지만 여성에게서 발생할 가능성이 더 높습니다. 골격 성장 과정에서 병변이 세포 및 생물학적으로 더 활발하고 수술 후에도 재발할 가능성이 높기 때문에 재발 가능성이 높습니다. 양성 종양으로 환자의 생명에 직접적인 위협이 되지는 않지만 모두 크기에 따라 달라집니다. 처음에는 그렇게 크지 않고 환자를 괴롭히지 않아야 하지만 빠르게 확장되어 환자를 괴롭히기 시작합니다. 턱 주위의 부기를 느끼기 시작하고 치아가 움직이기 시작합니다. 단기간에 빠르고 크게 성장할 수 있는 이러한 변화로 인해 젊은 청소년의 삶은 어려울 것입니다. 예후에 대한 자세한 정보가 제한되는 경우가 많지 않기 때문입니다.

## 역학
앞서 언급했듯이 역학은 종양의 희귀성을 반영하는 희귀 종양입니다. 치과 검진 중 우연히 발견된 사례가 몇 건이고 그 중 일부는 있다. 연령은 유아기부터 성인 초기까지 다양하며, 대부분의 사례는 10세에서 50세 사이이며 평균 연령은 42세입니다. 이는 남성보다 여성에게서 더 많이 볼 수 있지만 남성에게 잘 영향을 미치지 않는다는 것을 의미하지는 않는다. 특정 민족이나 인종과 강한 연관성은 없다. 가족성 사례보다 산발적인 사례가 더 많았지만, 그렇다고 해서 물려줄 수 없다는 의미는 아닙니다. 거대백악종은 일반적으로 상악골에 비해 하악골에 영향을 미치며 턱의 여러 사분면에 걸쳐 상당한 턱 확장을 일으킬 수 있다. 종양이 빠르게 확장되어 제거하려고 할 때 수술이 어려울 수 있기 때문에 재발률이 높다. 외과의사가 종양을 완전히 제거하지 못하면 종양이 재발하고 빠르게 재성장할 수 있다. 이전에는 알려지지 않은 희귀 상염색체 유전 질환이었다. 하지만 최근 연구에서는 ANO5 돌연변이와 관련이 있다.